# Herrängen
Herrängen – dzielnica (stadsdel) Sztokholmu, położona w jego południowej części (Söderort) i wchodząca w skład stadsdelsområde Älvsjö. Graniczy z dzielnicami Fruängen, Långbro i Långsjö oraz z gminą Huddinge.
Według danych opublikowanych przez gminę Sztokholm, 31 grudnia 2020 r. Herrängen liczyło 3889 mieszkańców. Powierzchnia dzielnicy wynosi łącznie 1,45 km², z czego 0,09 km² stanowią wody jeziora Långsjön.